# Antonio José Cañas Quintanilla
Antonio José Cañas Quintanilla (* 26. Oktober 1785 in San Vicente, El Salvador; † 24. Februar 1844 auf der Hacienda Jocomontique, El Salvador) war vom 23. Mai 1839 bis 13. Juli 1839 Supremo Director der Provinz El Salvador in der Zentralamerikanischen Republik und vom 7. Januar 1841 bis 1. Februar 1842 Supremo Director von El Salvador.

## Leben
Oberst Antonio José Cañas war ein Politiker, Jurist und salvadorianischer Militär. Seine Familie waren Latifundisten. Er war ein Verwandter von José Simeón Cañas y Villacorta. Er studierte an der Universidad de San Carlos de Guatemala, wo er Doktor für Zivilrecht wurde.
1822 opponierte er als Abgeordneter der zentralamerikanischen Republik gegen die Annexion durch das mexikanische Imperium unter Agustín de Itúrbide. Als El Salvador 1823 durch Truppen unter Vicente Filisola besetzt war, war Antonio José Cañas Quintanilla Stellvertretender des befehlshabenden Generals Manuel José Arce, der den Widerstand der salvadorianischen Truppen führte. Im Juli 1823 wurde er zum Abgeordneten für die verfassunggebende Versammlung der Provincias Unidas del Centro de América gewählt, wo er als Sprecher fungierte. Im Februar 1824 nach einer Legislaturperiode wurde er vom Parlament zum bevollmächtigten Vertreter in die USA gewählt. Im Dezember 1825 verhandelte er einen gegenseitigen Freundschaftsvertrag zwischen den USA und den Provincias Unidas del Centro de América.
1826 kehrte er nach El Salvador zurück. Von 1826 bis 1829 war er Regierungsminister im Kabinett von Pedro Arce. Von 1830 bis 1832 war er Abgeordneter im zentralamerikanischen Parlament.
Er unterstützte den José María Cornejo von der Partido Conservador gegen Francisco Morazán von der Partido Liberal. Als die Partido Conservador nach einem Aufstandsversuch geschlagen war, wurde Cañas in Guatemala inhaftiert und ging anschließend bis 1836 nach Mexiko ins Exil. Im Mai 1838 wurde er von Timoteo Menéndez zu seinem Generalminister ernannt. Er dehnte seinen Aufgabenbereich auf das Finanz- und Kriegsministerium aus. Am 23. Mai 1839 wurde er als Staatsrat zum Staatschef.
Am 11. Juli 1839 übergab er das Amt des Staatschefs an Francisco Morazán. Vom 7. April bis 20. September 1840 war er Staatsrat, Staatschef in dieser Funktion wurde er von Norberto Ramírez Áreas abgelöst. 1842 wurde er Abgeordneter, Kriegs- und Finanzminister im Kabinett von José Escolástico Marín. 1843 war der Vertreter El Salvadors bei der Konferenz von Chinandega.